# جوردی توراس بادوسا
جوردی توراس بادوسا (انگلیسی: Jordi Torras Badosa؛ زادهٔ ۲۴ سپتامبر ۱۹۸۰) بازیکن تیم ملی فوتسال اسپانیا است.